# الصفراء (أغنية)

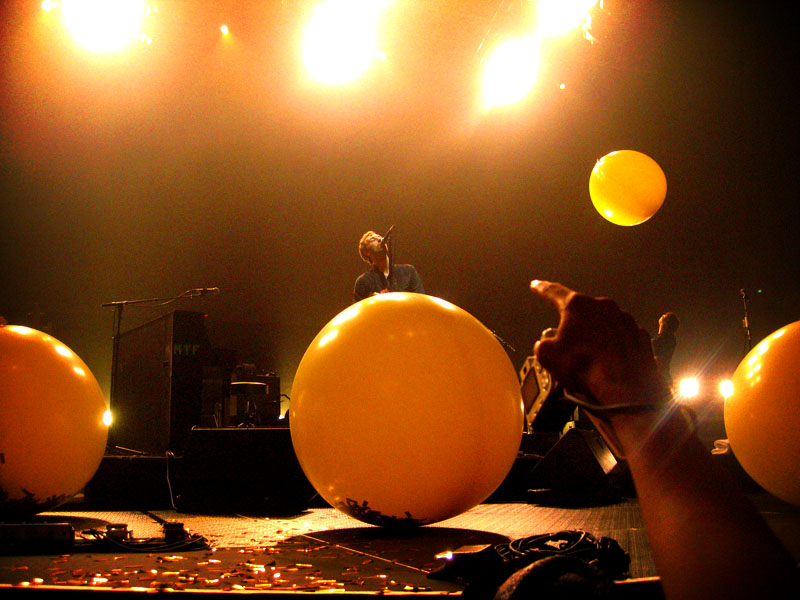
صوره من اغنيه الصفراء

الصفراء هي أغنية لفرقة الروك كولدبلاي البريطانية. كتبت الفرقة الأغنية وشاركت في إنتاجها مع منتج التسجيلات البريطاني كين نيلسون لألبومهم الأول، المظلات (2000). سجلت الأغنية في مارس 2000 وصدرت في 26 يونيو بنفس العام أغنية المملكة المتحدة الثانية من المظلات بعد «البرد القارص» أغنيةً رئيسية في الولايات المتحدة.  

وصلت «الصفراء» إلى المركز الرابع على المخطط الفردي في المملكة المتحدة، ما منح كولدبلاي الفائز الأول من بين الخمسة الأوائل في المملكة المتحدة. حقق فريق كولدبلاي نجاحًا عالميًا، وصل إلى المركز الأول في أيسلندا، والمركز الخامس في أستراليا، والمركز التاسع في أيرلندا، ورقم 48 في الولايات المتحدة. بفضل التناوب الكثيف والاستخدام في الإعلانات، دفعت فرقة الأغنية إلى الشعبية. منذ ذلك الحين. غطت أغنية «الصفراء» العديد من فناني التسجيل في جميع أنحاء العالم، ولا تزال واحدة من أشهر أغاني الفرقة  

## الخلفية والإلهام
كتبت «الصفراء» في استوديو روك فيلد گوادرنگل في جنوب ويلز، إذ بدأ كولدبلاي العمل على ألبومهم الأول، المظلات. [1]ليلة واحدة بعد الانتهاء من تسجيل «البرد القارص»، أخذت الفرقة استراحة وخرجت من الاستوديو. [2]في الخارج كان هناك عدد قليل من الأضواء مضاءة والنجوم في السماء مرئية، «مدهشة»، حسب منتج الأغنية، [3]قال كيث نيلسون للفرقة أن ينظروا إلى النجوم، ففعلوا ذلك. استوحى المغني الرئيسي كريس مارتن من المشهد وظهر اللحن الرئيسي للأغنية، الذي يتكون من نمط الوتر، في رأسه. في البداية، لم يأخذ مارتن الأمر على محمل الجد وغنى اللحن دون إتقان. قال مارتن: «كانت الأغنية تحتوي على كلمة «نجوم» وبدت كأنها يجب أن تغنيها بصوت نيل يونغ». [4]اللحن «بدأ أبطأ كثيرًا»، وفقًا لعازف الطبل ويليام شامبين، بدأ وكأنه أغنية نيل يونغ. [2][5]بعد فترة وجيزة، رغم عدم أخذ الأغنية على محمل الجد، نجحت فكرة مارتن عندما طور إيقاع الشعر. بدأ عازف الجيتار جوني بوكلند بالعزف عليها وأكملها بأفكاره، ابتكروا الغناء، «وأصبح نوعًا ما أثقل قليلًا». [2]

في أثناء تأليف كلمات الأغنية، لم يتمكن مارتن من العثور على الكلمات الصحيحة. كان يفكر في كلمة معينة عدها مفقودة في كلمات الأغنية لتناسب مفهوم الأغنية. نظر حول الاستوديو ورأى الصفحات الصفراء. [6][4][5][7]تقدمت كلمات الأغنية من هنا، مع تعاون الفرقة. جاء غاي بريمان بالعبارة الافتتاحية «انظروا إلى النجوم». في تلك الليلة، بعد تأليف الأغنية بسرعه، سجلتها الفرقة.  

في عرض هوارد ستيرن في نوفمبر2011، أوضح كريس مارتن لستيرن أنه كان ينتحل شخصية نيل يونغ في أثناء ترفيه الضيوف عندما صادف أول وتر للأغنية، الذي تمسك به قليلًا، ثم غنى بصوت نيل يونغ «انظر إلى النجوم». ذهب مارتن ليشرح أكثر أن كلمة «صفراء» ليس لها أي معنى على الإطلاق، في أثناء كتابة بقية الأغنية، بذل قصارى جهده لتغيير «الصفراء» إلى شئ آخر لأن كل قصيدة غنائية قدمت باللون الأصفر، لا معنى لها، لكن في النهاية كلمة «صفراء» بدت صحيحة. أخبر مارتن أيضًا ستيرن أنه على مر السنين اعتمادًا على موقف وطريقة كل من يقابله، كان سيختلق قصة حول أغنية أو عنوان ألبوم فقط للانتقال إلى السؤال التالي. صفق مارتن لستيرن قائلًا «أنا معجب بك يا هوارد، تلك هي المرة الأولى التي أخبر فيها أي شخص بالحقيقة وراء الصفراء».  [8]

## التسجيل والإنتاج
أنتجت الفرقة ونيلسون المسار. تعرف نيلسون على فرقة الموسيقى من خلال مدير الفرقة السابق. أعطى المدير لنيلسون نسخة من الغرفة الزرقاء وأخرى من كولدبلاي، وأبدى اهتمامًا بالعمل معهم بعد رؤية الفرقة تؤدي أداءً مباشرًا. سجلت الأغنية في مارس 2000 وصدرت في 26 يونيو أغنية المملكة المتحدة الثانية من المظلات بعد «البرد القارص» أغنيةً رئيسية في الولايات المتحدة. سجلت الأغنية  في البداية بالطابق العلوي من استوديو المشروع، وهي غرفة تجريبية في استوديوهات بار ستريت في ليفربول.[1][2] خلط المسار لاحقًا في  مدينة نيويورك.  

واجه نيلسون والفرقة مصاعب في إنتاج بعض جوانب الأغنية. وفقًا لشامبيون، «كان من الصعب حقًا التسجيل لأنه كان يعمل عند نحو خمسة أو ستة إيقاعات مختلفة. كان اختيارًا صعبًا للإيقاع الذي سيعمل، لأنه في بعض الأحيان بدا متسرعًا للغاية، وفي بعض الأحيان بدا الأمر كما لو كان مطولًا». [2]كانت الأغنية تحاول الحصول على الإيقاع الصحيح، وفقًا لنيلسون: «لأن إيقاعًا على جانبي الإيقاع الذي اخترناه لم يكن نفس الأخدود». لتحسين الأغنية، سجلوا هذا الجزء على الهواء مباشرةً ودبلج باكلاند جيتاره. سجلوا 2-3 مرات حتى اقتنع نيلسون والفرقة بالإخراج. سجلوا الأصوات الناعمة في غرفة التحكم في گوادرنگل.  [1]